# آنا لايت
آنا لايت (23 أكتوبر 1991 ببوخولت في ألمانيا - ) هي لاعبة كرة قدم ألمانية وبرتغالية في مركز الهجوم. شاركت مع منتخب ألمانيا تحت 17 سنة للسيدات لكرة القدم ومنتخب ألمانيا تحت 19 سنة للسيدات لكرة القدم ومنتخب البرتغال لكرة القدم للسيدات. أما مع النوادي، فقد لعبت مع SGS Essen ‏ وMSV Duisburg (women) ‏ ودويسبورغ للسيدات.

## وصلات خارجية
- آنا لايت على موقع الاتحاد الأوربي (الإنجليزية)
- آنا لايت على موقع قاعدة بيانات كرة القدم.إي يو (الإنجليزية)
- آنا لايت على موقع Soccerway.com (الإنجليزية)
- آنا لايت على موقع عالم كرة القدم.نت (الإنجليزية)